# Nedersjön
Nedersjön är en sjö i Rättviks kommun i Dalarna och ingår i Dalälvens huvudavrinningsområde. Sjön har en area på 0,129 kvadratkilometer och ligger 233,1 meter över havet. Sjön avvattnas av vattendraget Halgån.

## Delavrinningsområde
Nedersjön ingår i det delavrinningsområde (678422-148088) som SMHI kallar för Mynnar i Amungen. Medelhöjden är 277 meter över havet och ytan är 7,64 kvadratkilometer. Räknas de 4 avrinningsområdena uppströms in blir den ackumulerade arean 48,33 kvadratkilometer. Halgån som avvattnar avrinningsområdet har biflödesordning 3, vilket innebär att vattnet flödar genom totalt 3 vattendrag innan det når havet efter 313 kilometer. Avrinningsområdet består mestadels av skog (85 procent). Avrinningsområdet har 0,13 kvadratkilometer vattenytor vilket ger det en sjöprocent på 1,6 procent.